# Stanhopea florida
Stanhopea florida es una especie de orquídea que habita entre Ecuador y Perú.